# Chiesa della Vergine Pellegrina
La chiesa della Vergine Pellegrina è un edificio religioso situato nella città di Pontevedra, in Galizia (Spagna). Si tratta di una cappella a forma di conchiglia situata lungo il Cammino Portoghese di Santiago.
La costruzione iniziò nel 1778 ed è uno degli edifici più simbolici e rilevanti della città di Pontevedra. È dedicato alla Vergine Maria che, secondo la tradizione, guidava i pellegrini a Santiago.
La chiesa ospita l'immagine della Vergine Pellegrina (XIX secolo), patrona della provincia di Pontevedra e del Cammino Portoghese.
Dichiarata monumento storico-artistico nel 1982, mescola un tardo barocco con forme neoclassiche, come la pala d'altare maggiore, eretta nel 1789. La forma della sua pianta si ispira ad una conchiglia, simbolo per eccellenza dei pellegrini, con l'estremità a croce. Questa forma circolare è associata alla tipologia prevalente nei templi portoghesi dell'epoca. È stato dichiarato Bene di Interesse Culturale con la categoria di Monumento il 13 ottobre 2011.

## Galleria d'immagini

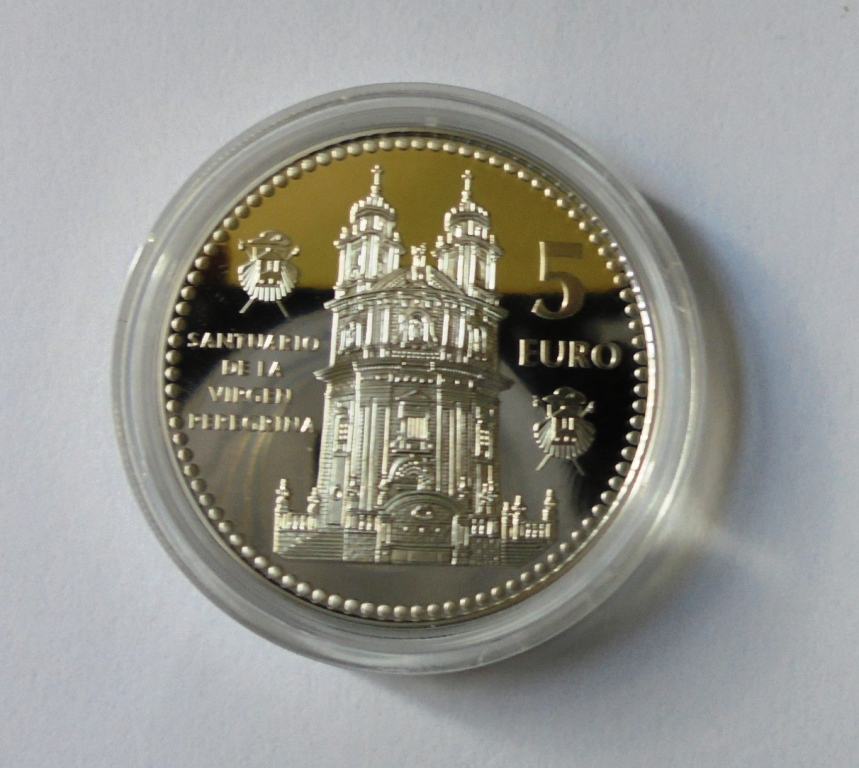
Moneta in argento appartenente alla serie Capitali delle Provincie di Spagna, lanciata nel 2011.
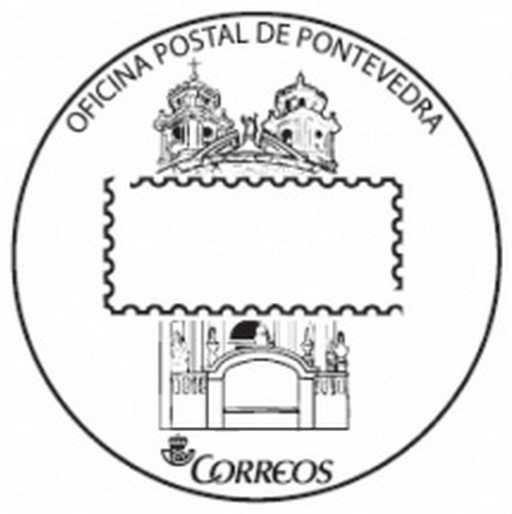
Francobollo commemorativo della Posta emesso nel 2014.
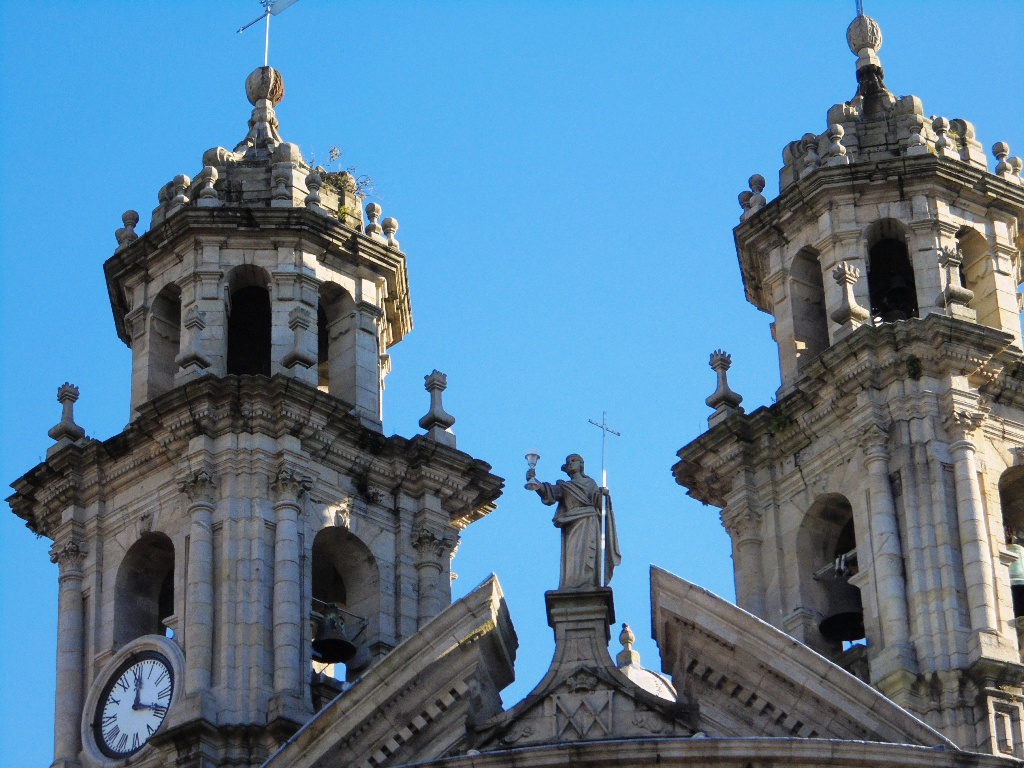
Figura della Fede al centro del frontone spaccato e delle torri gemelle
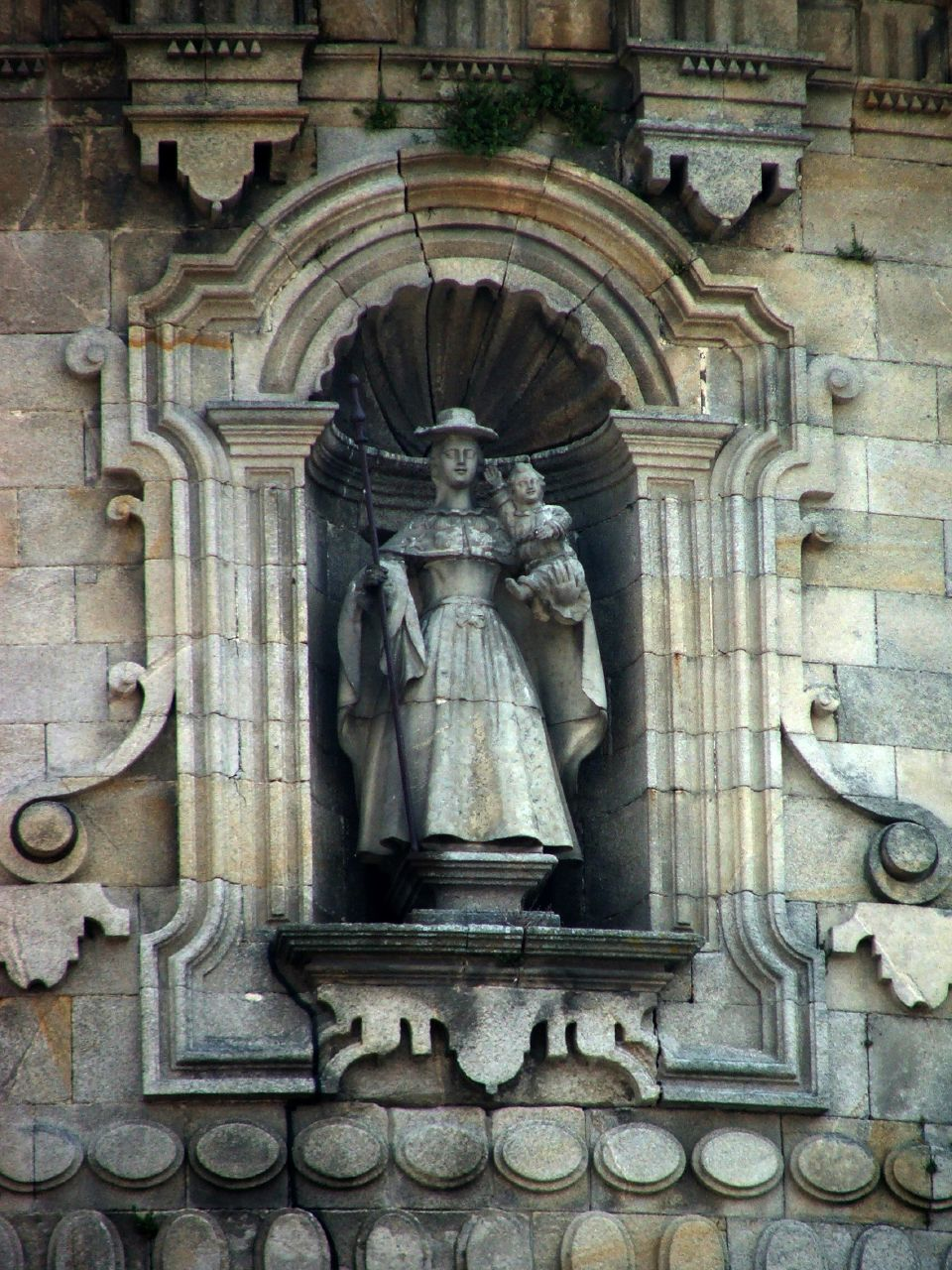
Madonna Pellegrina in una nicchia sulla facciata della chiesa
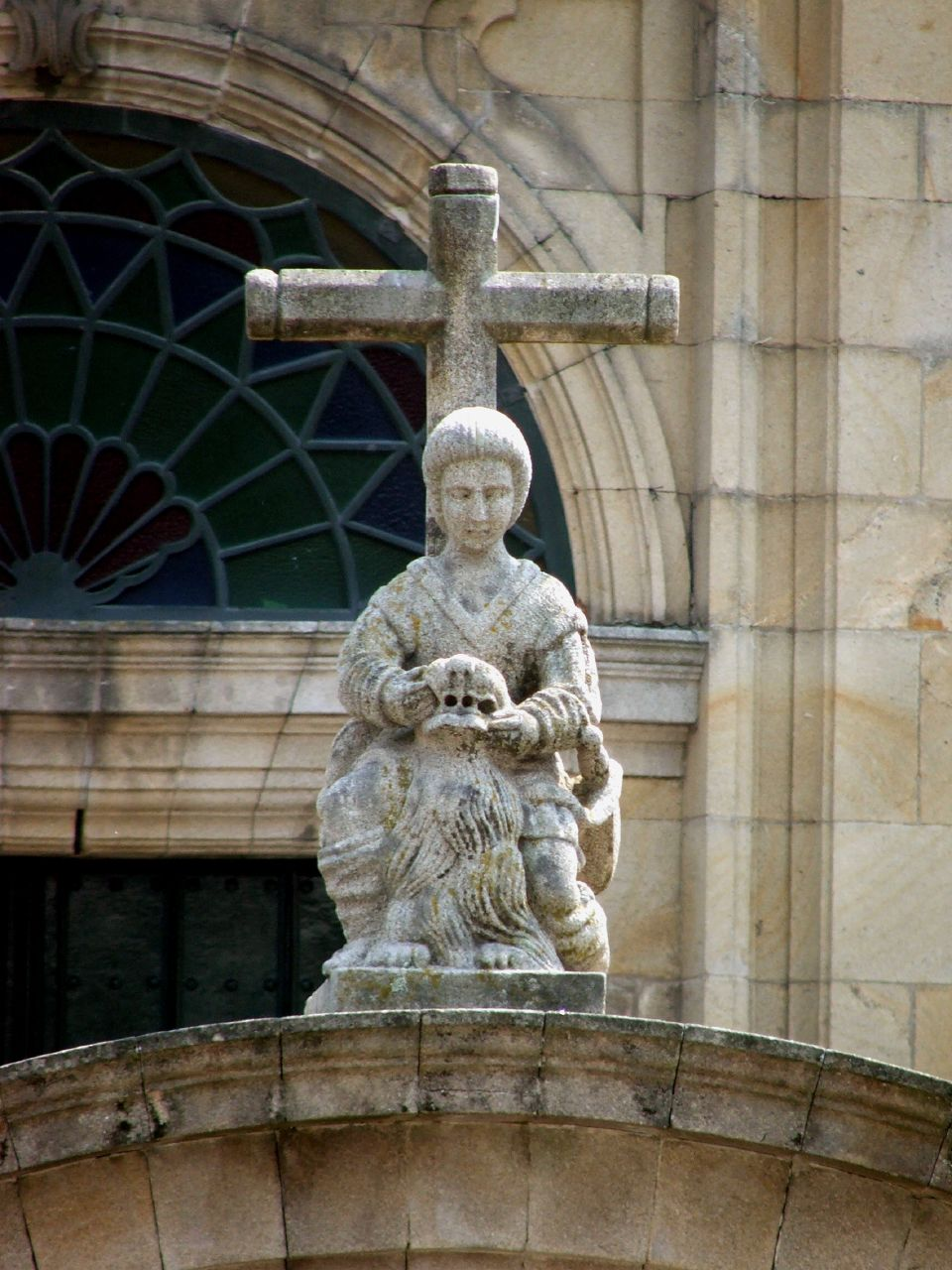
Statua nell'atrio
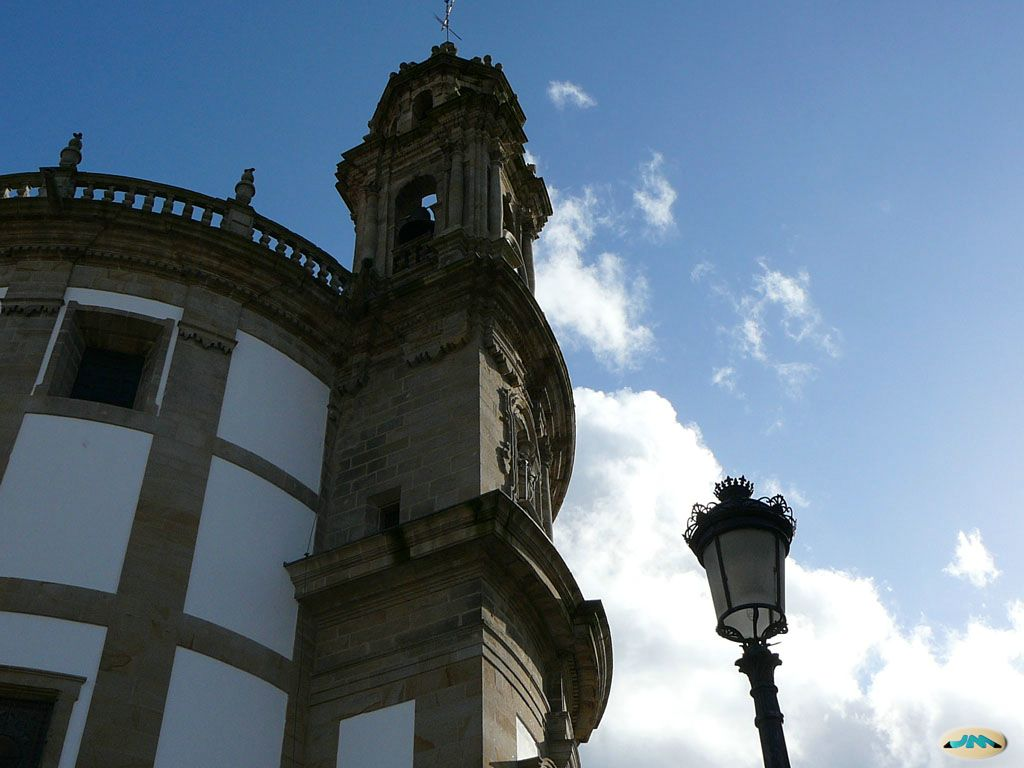
Facciata laterale della chiesa
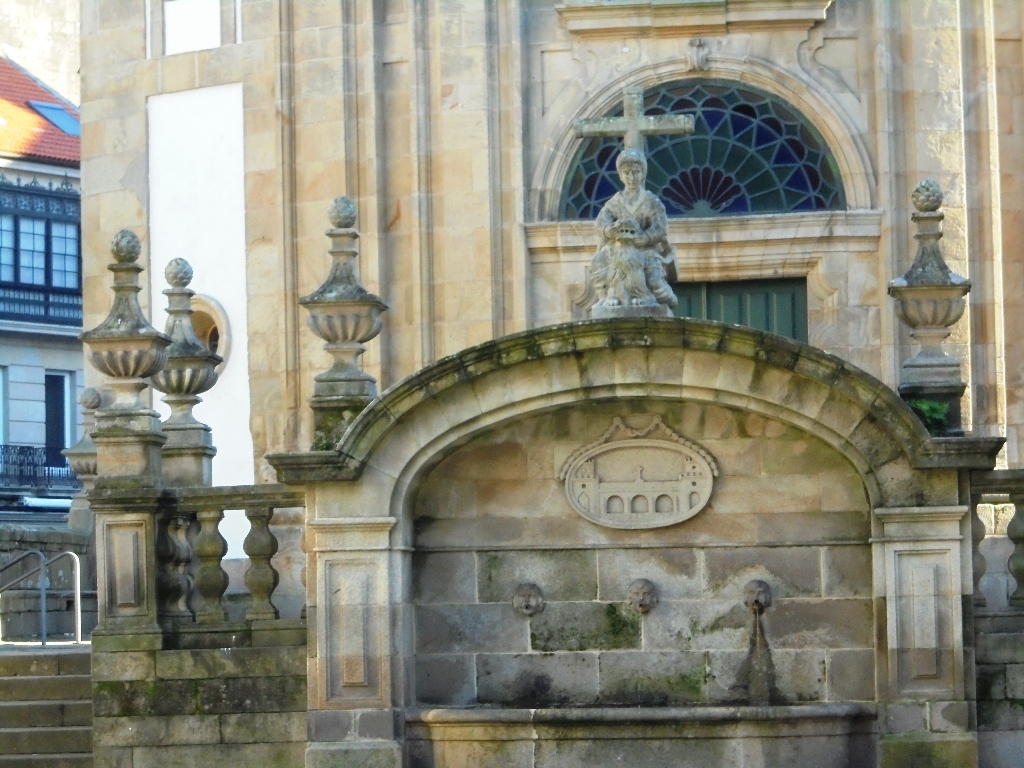
Fontana all'ingresso della chiesa
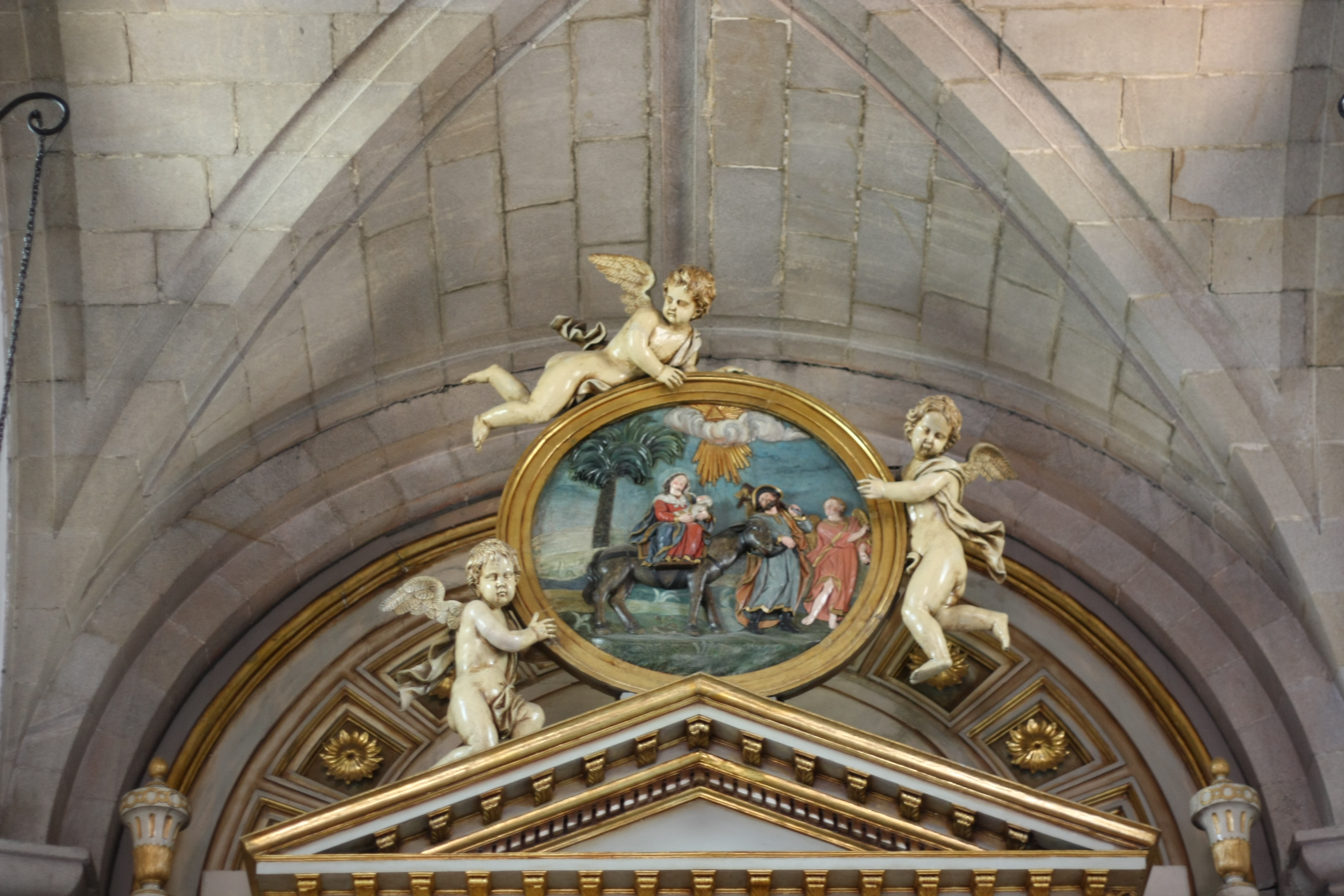
Dettaglio dell'altare maggiore
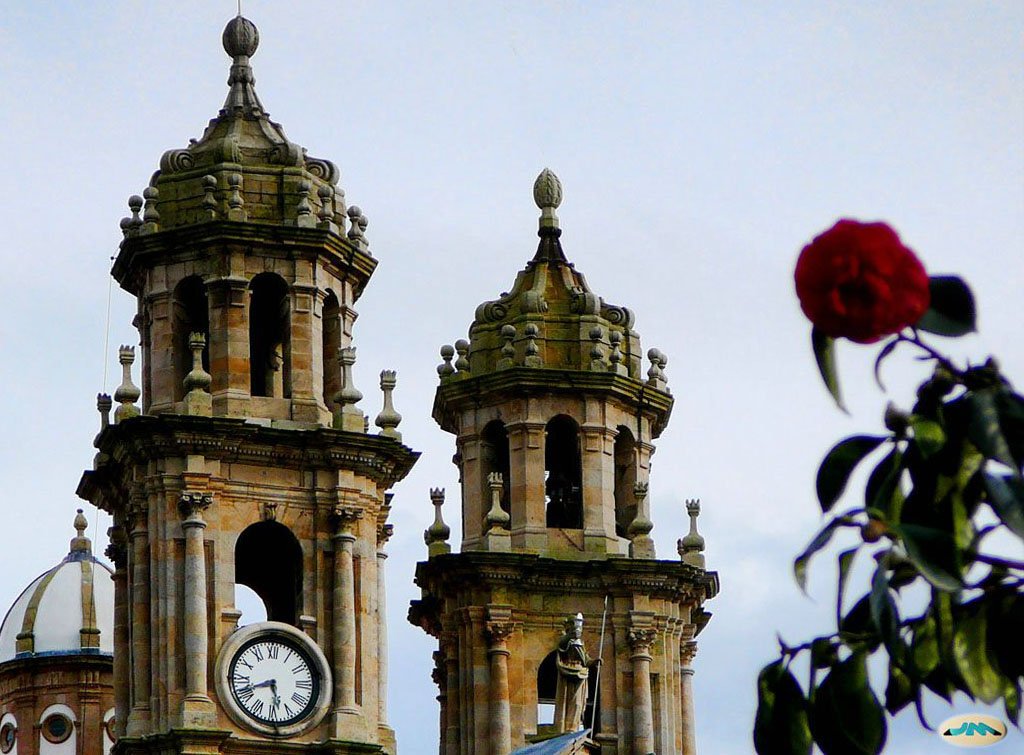
Le due torri appartenenti alla chiesa
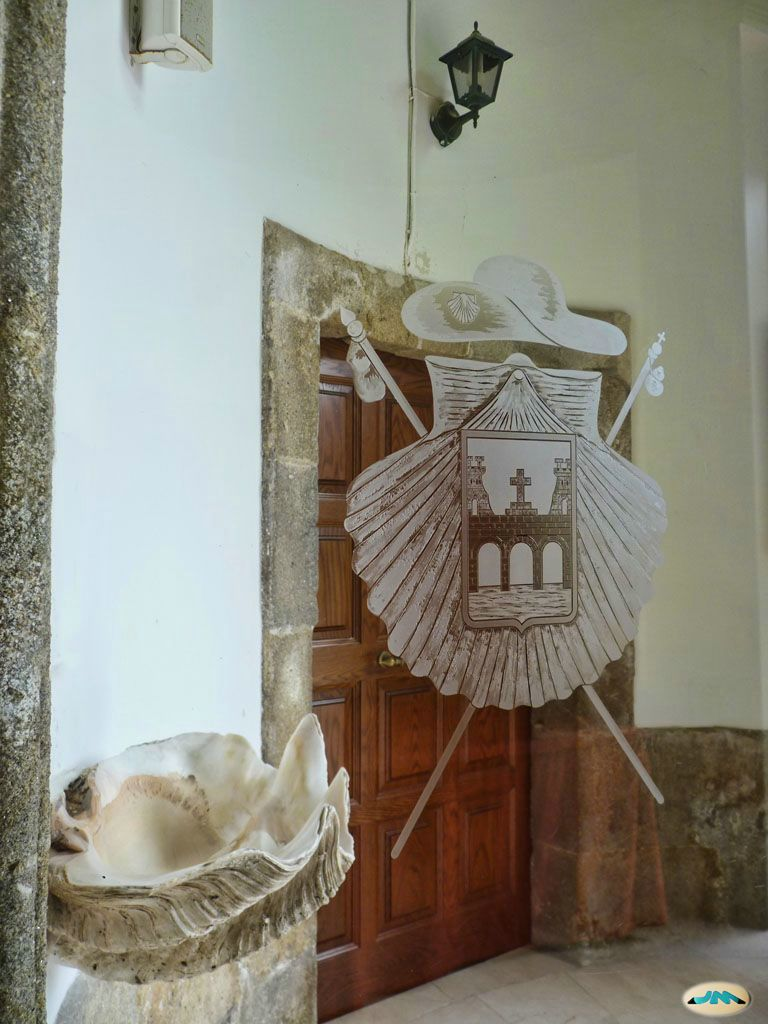
Ingresso principale del tempio
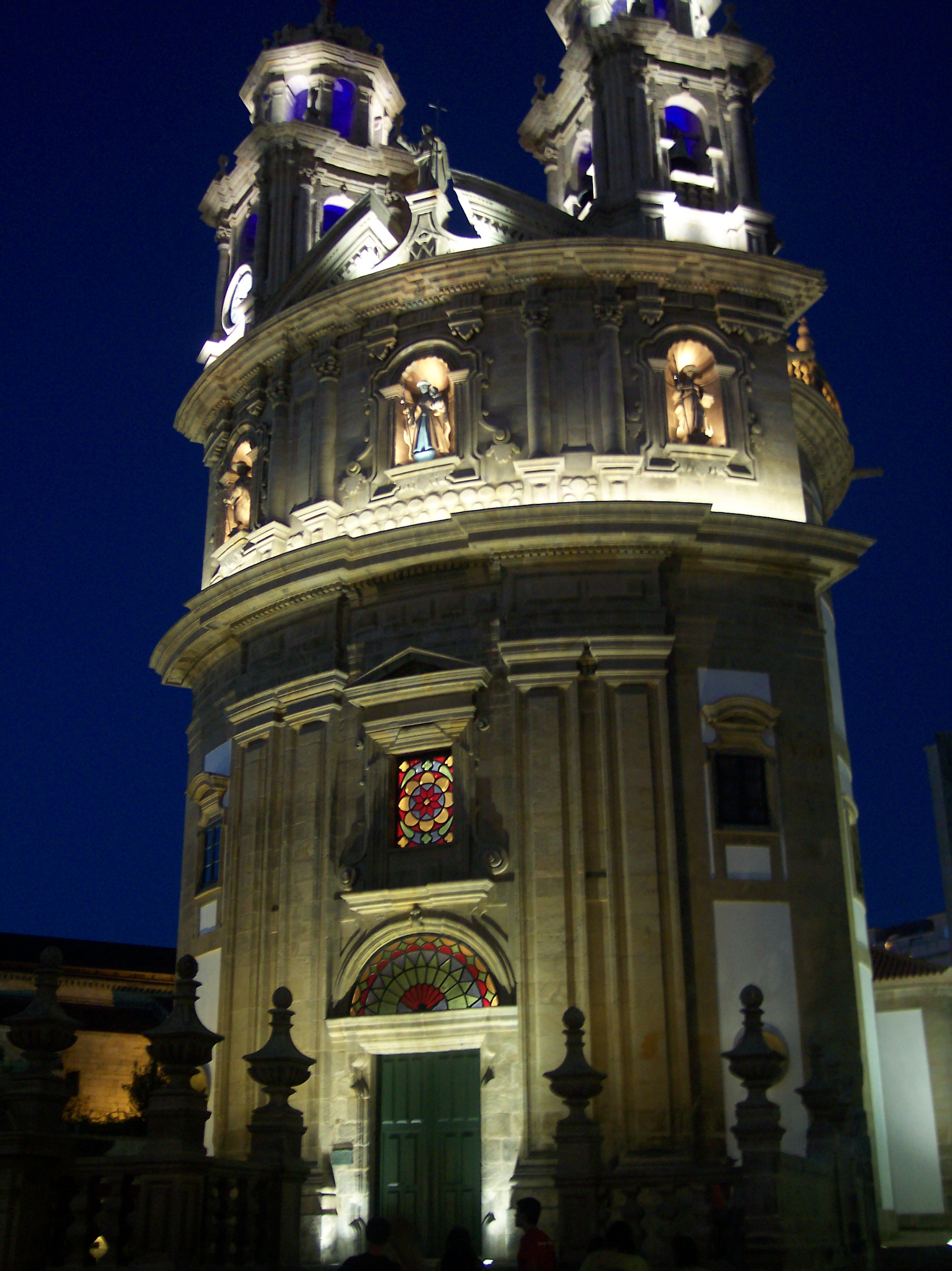
Veduta della chiesa con la nuova illuminazione
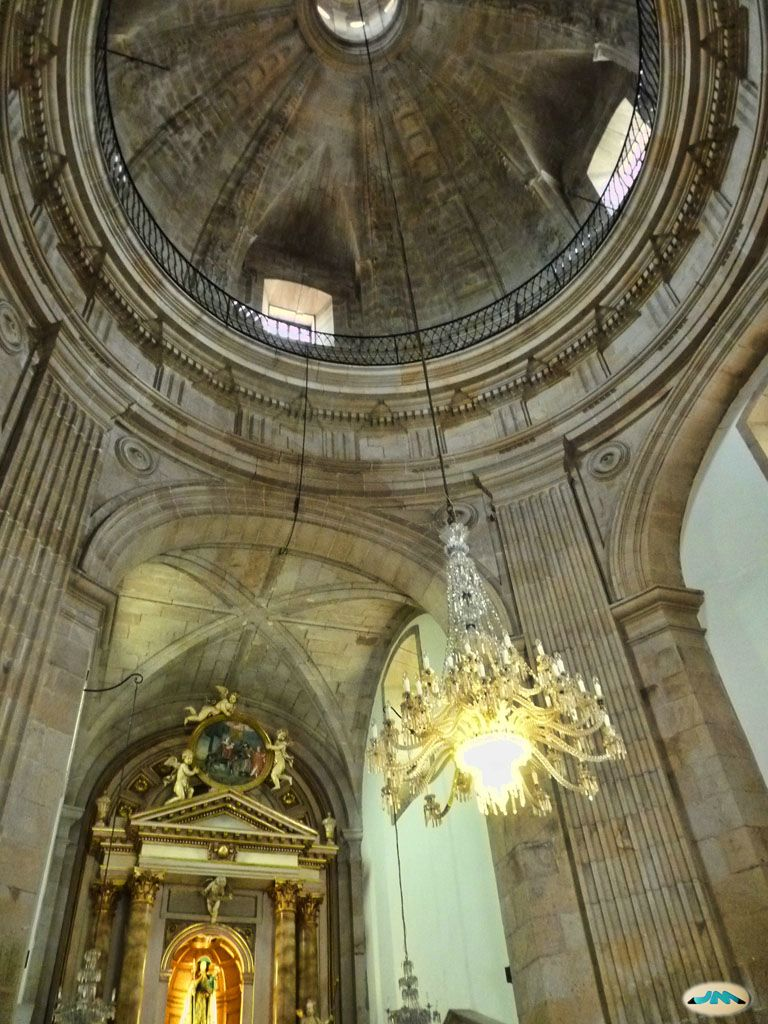
Dettaglio interno